# Hentzia antillana
Hentzia antillana är en spindelart som beskrevs av Elizabeth Bangs Bryant 1940.
Hentzia antillana ingår i släktet Hentzia och familjen hoppspindlar. Inga underarter finns listade i Catalogue of Life.